# Zawód: szpieg
Zawód: szpieg (ang. Secret Agent Man, 2000) – amerykański serial sensacyjny stworzony przez Barry’ego Josephsona, Richarda Regena oraz Barry’ego Sonnenfelda. Wyprodukowany przez Columbia TriStar Television i Sonnenfeld Josephson Worldwide Entertainment.
Światowa premiera serialu miała miejsce 7 marca 2000 roku na kanale UPN. Ostatni odcinek został wyemitowany 28 lipca 2000 roku. W Polsce serial nadawany był w telewizji Polsat.

## Obsada
- Costas Mandylor jako Monk
- Dina Meyer jako Holiday
- Dondré T. Whitfield jako Parker
- Paul Guilfoyle jako Robeck

## Spis odcinków
| N/o            | Tytuł angielski        |
| -------------- | ---------------------- |
|                |                        |
| SERIA PIERWSZA |                        |
|                |                        |
| 01             | From Prima with Love   |
|                |                        |
| 02             | Back to School         |
|                |                        |
| 03             | WhupSumAss             |
|                |                        |
| 04             | Like Father, Like Monk |
|                |                        |
| 05             | Supernaked             |
|                |                        |
| 06             | The Elders             |
|                |                        |
| 07             | The Face               |
|                |                        |
| 08             | Sleepers               |
|                |                        |
| 09             | Uncle S.A.M.           |
|                |                        |
| 10             | Fail-Safe              |
|                |                        |
| 11             | TKO Henry              |
|                |                        |
| 12             | The Breach             |
|                |                        |